# Cajati (São Paulo)
Cajati é um município da Região Geográfica Imediata de Registro, na Região Geográfica Intermediária de Sorocaba, no estado de São Paulo, no Brasil. Localiza-se a 24°44'09" de latitude sul, 48°07'22" de longitude oeste, a sudoeste da capital, distando desta cerca de 232 km, na porção paulista do vale do Ribeira. Situa-se entre 0 e 75 metros acima do nível do mar e seu clima é classificado como tropical chuvoso com inverno seco. Sua população foi estimada em 28 441 habitantes em 2019, e sua área é de 454 km² (62 hab./km²). Aproximadamente 73,0% da população mora na zona urbana. O município é formado somente pelo distrito sede, que inclui o povoado de Barra do Azeite.

## Toponímia
"Cajati" é um termo originário da língua geral paulista que designa a árvore Cryptocarya mandioccana.

## História
Por volta do ano 1000, a região foi invadida por povos tupis-guaranis procedentes da Amazônia, que expulsaram os habitantes anteriores, falantes de línguas do tronco linguístico macro-jê, para o interior do continente. No século XVI, quando os primeiros europeus chegaram à região, a mesma era habitada pelos carijós.
Na década de 1810, chegaram, no Porto de Cananéia, alguns jovens portugueses: dentre eles, Matias de Pontes. Na sua busca por ouro, Matias e um índio chamado Botujuru foram desbravando e explorando a mata.
Matias queria conhecer a região, porém Botujuru, ao contrair malária, veio a falecer. Ele foi o primeiro ser humano de que se tem conhecimento a ser enterrado no lugar. Matias e outros apossaram-se de duas glebas de terras: o acampamento e outra localizada rio acima, onde havia uma pequena queda d'água, que, por essa razão, passou a se chamar Cachoeira. Logo à frente, estava a Serra do Guaraú.
Outros lugares formam denominados por ele e permanecem até hoje com a mesma nomenclatura:
Pouso Alto: pelo fato de dormirem numa árvore por medo de feras;
Barra do Azeite: por encontrarem enorme pedra, na qual um garrafão de azeite de mamona foi quebrado;
Lavras: por terem sido encontrados vestígios de pessoas que já haviam passado e lavrado uma canoa.
No entanto, foi no século XX que suas terras obtiveram maior evidência, quando se descobriu a possibilidade de exploração das jazidas locais, situadas, sobretudo, no Morro da Pedra Cata-Agulha.
Na década de 1930, o Brasil tinha grande falta de cimento e fertilizantes e suas necessidades eram atendidas por importação. A comprovação de existência de calcário e apatita nas rochas de um vulcão extinto, feita pelo Engenheiro de Minas do Instituto Geográfico e Geológico de São Paulo, Theodoro Knecht, levou o Grupo Moinho Santista, que, naquela época, fabricava apenas tecidos, a pedir autorização ao governo brasileiro para explorar o calcário das jazidas locais. Em 1939, período em que se iniciaram as atividades de lavras de apatita, a Serrana S/A de Mineração construiu uma vila de operários no local onde havia apenas casebres de trabalhadores dos bananais.
Foi necessário construir uma estrada de ferro que levasse a apatita da mina pela margem esquerda do Rio Jacupiranga à sede do município. Numa segunda etapa, era transportada até ao Porto de Cubatão em Cananéia e, em seguida, levada em barcos até Santos, para depois seguirem por ferrovia, até chegar a São Paulo.
Mas foi a partir da Segunda Guerra Mundial que a exploração de minérios assumiu maior importância no crescimento da região. O distrito de Cajati foi criado em 30 de novembro de 1944, no povoado de Corrente, território do município de Jacupiranga, por sua vez fundado em 1864.
Seu desenvolvimento, contudo, foi bastante lento devido à dificuldade de comunicação, comum às cidades daquela região. Assim, somente em 30 de dezembro de 1993, Cajati emancipou-se de Jacupiranga, tornando-se município autônomo.

### Formação territorial-administrativa
Cajati foi elevado à categoria de Distrito de Jacupiranga em 13 de junho de 1944, pelo decreto-lei estadual nº 14 334, de 30 de novembro de 1944.
Em 19 de maio de 1991, foi realizado plebiscito para emancipação político-administrativa, tendo votação favorável de 95% dos eleitores. No dia 31 de dezembro de 1991, o Diário Oficial do Estado publicou a Lei Estadual nº 7 664, criando o Município de Cajati.

## Geografia
Limita ao norte com o município de Eldorado, ao sudeste com o município de Jacupiranga e ao sudoeste com o município de Barra do Turvo.

### Clima
O mês mais quente do ano é Fevereiro, com uma temperatura média de 34 °C. A temperatura média em Julho, é de 19,8 °C. É a temperatura média mais baixa de todo o ano.
52 milímetros é a precipitação do mês de Agosto, que é o mês mais seco. O mês de maior precipitação é Janeiro, com uma média de 246,8 milímetros.
A diferença entre a precipitação do mês mais seco e do mês mais chuvoso é de 194,8 milímetros. As temperaturas médias, durante o ano, variam 13,02 °C. 
| Gráfico climático para Cajati                                 | Gráfico climático para Cajati | Gráfico climático para Cajati | Gráfico climático para Cajati | Gráfico climático para Cajati | Gráfico climático para Cajati | Gráfico climático para Cajati | Gráfico climático para Cajati | Gráfico climático para Cajati | Gráfico climático para Cajati | Gráfico climático para Cajati | Gráfico climático para Cajati |
| ------------------------------------------------------------- | ----------------------------- | ----------------------------- | ----------------------------- | ----------------------------- | ----------------------------- | ----------------------------- | ----------------------------- | ----------------------------- | ----------------------------- | ----------------------------- | ----------------------------- |
| J                                                             | F                             | M                             | A                             | M                             | J                             | J                             | A                             | S                             | O                             | N                             | D                             |
| 247 34 21                                                     | 220 34 22                     | 191 33 21                     | 104 31 18                     | 86 28 15                      | 82 27 13                      | 68 27 13                      | 52 29 14                      | 97 29 16                      | 113 30 17                     | 110 32 19                     | 168 33 21                     |
| Temperaturas em °C • Precipitações em mmFonte: cpa.unicamp.br |                               |                               |                               |                               |                               |                               |                               |                               |                               |                               |                               |

### Hidrografia
- Rio Jacupiranguinha
- Rio Guaraú

### Rodovias
- Rodovia Régis Bittencourt (BR-116)

### Ferrovias
- Extensão Juquiá-Cajati da antiga Fepasa [14]

## Demografia

### Dados demográficos
Saúde
- Expectativa de vida (anos): 74,9
- Mortalidade infantil até 1 ano (por mil): 14,9
- Mortalidade infantil até 5 anos (por mil): 17,2
- Taxa de fecundidade (filhos por mulher): 2,7

Desenvolvimento Econômico e Social
- Índice de Desenvolvimento Humano (IDH-M/PNDU): 0,694
  - IDH-M Renda: 0,658
  - IDH-M Longevidade: 0,832
  - IDH-M Educação: 0,611

## Política e administração
Poder Executivo
- Prefeito: Luiz Henrique Koga (2021/2024)
- Vice-prefeito: Ronaldo de Oliveira Pinto (Ronaldo Cantilio)

O atual prefeito de Cajati é Luiz Henrique Koga, mais conhecido como Luiz Koga (PSDB), natural de Itapecerica da Serra no Estado de São Paulo, Empresário, com ensino médio completo, eleito em 2021 pela terceira vez. Na eleição, teve o apoio do partido PSDB. O atual vice-prefeito é Ronaldo de Oliveira Pinto, mais conhecido como Ronaldo Cantilio, do PSDB.
Poder Legislativo
- Presidente da câmara: Sidinei Aparecido Ribeiro - DEM (2021/2022)[20]

O Poder Legislativo é representado pela câmara municipal, composta por nove vereadores com mandato de 4 anos, são eles: Sidinei Aparecido Ribeiro (Sidinei Bico), Adenise Pedrozo (Adenise da Gean Colchões), Alexandre Pacheco de Matos (Pacheco da Educação), Edirleia França Pereira (Lelo da Saúde), José Ancelmo Ribeiro (Zé Peixeiro), Lineu de Camargo (Lineu Fiscal), Priscila Correia Chagas de Castro (Priscila Chagas), Rosangela Aparecida Rodrigues (Rosângela Ro) e Walter José Romualdo (Waltinho Romualdo). Cabe aos vereadores na Câmara Municipal de Cajati, especialmente fiscalizar o orçamento do município, além de elaborar projetos de leis fundamentais à administração, ao Executivo e principalmente para beneficiar a comunidade.
Subsídios de cargos eletivos de Cajati em 2022
- Prefeito: R$ 22.311,41
- Vice-prefeito: R$ 11.155,71
- Vereador: R$ 7.035,59

## Economia
Seu produto interno bruto em 2019 foi de 1,21 bilhão de reais, sendo que serviços e comércio geraram 386 milhões de reais (32%) e 188 milhões de reais (15%) foram gerados com a agricultura.
A mineração de apatita, níquel, água mineral e cal pelas empresas Mosaic Fertilizantes, Cimpor e Fosbrasil geraram, para a indústria, 521 milhões de reais (43%), contribuindo muito para o desenvolvimento do município, que arrecadou 122 milhões de reais (10% do produto interno bruto em impostos naquele mesmo ano.

## Infraestrutura

### Energia
A concessionária de energia elétrica que atende o município é a Neoenergia Elektro, antiga CESP.

### Saneamento
O serviço de abastecimento de água é feito pela Companhia de Saneamento Básico do Estado de São Paulo (SABESP).

### Comunicações
O sistema de telefones automáticos foi inaugurado na cidade em 1980 pela Telecomunicações de São Paulo (TELESP), que também implantou o sistema de discagem direta à distância (DDD) em 1982 com o código de área (0138).
Na década de 90 o código DDD da cidade foi alterado para (013), para padronização do sistema telefônico com a telefonia celular que estava sendo implantada em todo o estado.

## Cultura e lazer
Há muitos eventos como rodeios trilhas, paraquedismo, voos de asa delta, cinema e teatro, também há espaço para o ecoturismo, com cachoeiras, rios e montanhas onde se pode saltar de paraquedas, ou simplesmente curtir o visual.
Os idosos também têm seu espaço garantido, com academias da terceira idade em diversos pontos da cidade, além dos centros de lazer e cultura onde podem se reunir para dançar, jogar e curtir.
Em Cajati, há três praças. Uma localizada na entrada da cidade no bairro Vila Vitória, outra no centro em frente da estação rodoviária e outra localizada no centro também, em frente da portaria da Vale Fertilizantes. Essas duas últimas praças contam com um palco em seu centro para que haja apresentações culturais e musicais.
| Principais Pontos Turísticos:                                                        | Principais Pontos Turísticos:     | Principais Pontos Turísticos:        |
| ------------------------------------------------------------------------------------ | --------------------------------- | ------------------------------------ |
| Cachoeira do Abraão                                                                  | Cachoeira do Rio Turvo            | Morro do Guaraú                      |
| Cachoeira do Azeite                                                                  | Cachoeira do Umuarama             | Museu da Capelinha                   |
| Cachoeira do Braço do Azeite                                                         | Caverna da Capelinha              | O Guararema - Árvore Multicentenária |
| Cachoeira do Braço Feio                                                              | Caverna do Lamarca                | Parque Estadual do Rio Turvo - PERT  |
| Cachoeira da Capelinha                                                               | Corredeiras do Rio Guaraú         | Piscina Natural no Guaraú            |
| Cachoeira do Lamarca                                                                 | Mirante do Aleixo                 | RDS do Bairro Lavras                 |
| Cachoeira da Noiva do Lamarca                                                        | Mirante da Cachoeira do Rio Turvo | Sambaquis                            |
| Cachoeira da RDS Lavras                                                              | Mirante do Guaraú                 | Serra do Guaraú                      |
| Local do fóssil do Homem de Capelinha (fóssil Luzio com aproximadamente 10 mil anos) |                                   |                                      |

Atrações Turísticas (Manifestações Culturais)
- Atalaias de Cristo
- Natal Encantado

## Religião
| Doutrina         | Percentual | Número |
| Evangélicos      | 43,11%     | 12 231 |
| Católicos        | 29,89%     | 8 480  |
| Sem Religião     | 22,32%     | 6 332  |
| Cristã (Outras)  | 1,81%      | 514    |
| Espírita         | 1,32%      | 374    |
| Fonte: IBGE 2010 |            |        |

O Cristianismo se faz presente na cidade da seguinte forma:

### Igreja Católica
- A igreja faz parte da Diocese de Registro.[33]

### Igrejas Evangélicas
Entre as igrejas protestantes históricas, pentecostais e neopentecostais, encontram-se na cidade:
- Assembleia de Deus Ministério do Belém.[36][37]
- Congregação Cristã no Brasil.[38]